# Green Light (John Legend)
Green Light è un brano musicale R&B-soul di John Legend, primo singolo estratto dall'album Evolver del 2008. Il brano è prodotto da Malay e Kawan "KP" Prather. La canzone, nella quale figura anche André 3000 del gruppo degli OutKast, è stata resa disponibile per il download digitale il 29 luglio 2008.
Il brano è stato eseguito da Angelo Iossa nel programma televisivo Amici di Maria De Filippi.

## Video musicale
Il video musicale è stato pubblicato il 22 agosto 2008 su FNMTV. Andre 3000 appare nel video, ambientato durante una festa in casa, insieme a John Legend. Anche la cantante Estelle fa una breve apparizione cameo nel videoclip. Alla fine del video, si può sentire un estratto di Good Morning, un altro brano di Legend, presente sull'album Evolver, suonato al pianoforte.

## Classifiche
| Classifica (2008)                    | posizione più alta |
| ------------------------------------ | ------------------ |
| U.S. Billboard Hot 100               | 24                 |
| U.S. Billboard Hot R&B/Hip-Hop Songs | 06                 |
| Canada                               | 50                 |
| Official Singles Chart               | 35                 |
| Paesi Bassi                          | 63                 |